# جي آر ريد
جي آر ريد (بالإنجليزية: J. R. Reid)‏ مواليد 31 مارس 1968 في فرجينيا بيتش، هو لاعب كرة سلة أمريكي سابق بدأ مسيرته الاحترافية في سنة 1989. يبلغ طوله 6 قدم 9 بوصة (2.1 م). مثّل منتخب بلاده. شارك في مسابقة كرة السلة في الألعاب الأولمبية الصيفية. اعتزل اللعب في 2003.

## الميداليات
| الميدالية | المسابقة                       |
| --------- | ------------------------------ |
| برونزية   | الألعاب الأولمبية الصيفية 1988 |

## روابط خارجية
- جي آر ريد على موقع الاتحاد الدولي لكرة السلة (الإنجليزية)
- جي آر ريد على موقع إن بي أي (الإنجليزية)
- جي آر ريد على موقع سبورتس رفرنس (الإنجليزية)
- جي آر ريد على موقع كرة السلة الأوروبية.كوم (الإنجليزية)
- جي آر ريد على موقع إي إس بي إن.كوم (الإنجليزية)
- جي آر ريد على موقع كلية كرة السلة في سبورتس رفرنس.كوم (الإنجليزية)
- جي آر ريد على موقع ريلجم (الإنجليزية)
- جي آر ريد على موقع بروبوليرز (الإنجليزية)
- جي آر ريد على موقع سبورتس رفرنس (الإنجليزية)
- جي آر ريد على موقع أوليمبيديا (الإنجليزية)